# Anna Stibbe
Anna Louise Stibbe (Semarang, 11 februari 1879 – Gland (Zwitserland), 21 juni 1956) was een Nederlands pianist en componist.

## Anna Stibbe
Ze was dochter van commissionair Frederik Wilhelm Stibbe en Louise Arnoldina van den Bergh. Vader overleed in 1890. Anna Stibbe overleed nabij Genève, alwaar ze ook begraven werd.
Na een periode in Frankfurt am Main kreeg ze haar opleiding van Willem Mengelberg in Amsterdam en Raoul Pugno en Isidore Philipp in Parijs. Er volgden nog aanvullende lessen in muziektheorie en compositieleer bij Bernard Zweers in Amsterdam. Ze trad op in Nederland, België, Duitsland, Frankrijk en Zwitserland. In december 1904 zat op het podium tijdens een abonnementsconcert in het Concertgebouw in Amsterdam ter begeleiding van de Zwitserse zangeres Louise Reny; een combinatieconcert van orkest- en kamermuziek.  Op 18 juni 1916 was ze daadwerkelijk solist bij het Concertgebouworkest onder leiding van Evert Cornelis. In een Beethovenprogramma tijdens een volksconcert soleerde zij in het Pianoconcert nr. 20 van Wolfgang Amadeus Mozart.
Ze schreef ook een aantal werken, meest liederen: 
- Vier kleine Lieder (voor middenstemmen; uitgegeven door de Nieuwe Muziekhandel)
- Oud Liedeken (voor sopraan); uitgeverij A.A. Noske
- Deux chansons pour voix grave (1: Les séparés; 2: En avril sous les branches), opgedragen aan Dora de Louw uitgeverij; A.A. Noske
- Mijn hart is krank (lage zangstem)
- Twee vrouwenkoortjes (1:Ed blöht ein Blümlein rosenrot; 2: Le coeur qui s’enivre (vierstemmig)
- Ave Maria (voor mannenkoor)
- Twee kinderkoortjes (1: In de maan mei; 2: Sluimerliedje)
- Recht door zee (zangstem en piano)
- Stuurlui (zangstem en piano)
- Dom haasje (zangstem en piano)

Niet iedereen was even gecharmeerd van haar liedjes. Zo schreef Simon van Milligen in 1907 over Oud Liedeken en Deux chansons, dat de liedteksten een diepere uitvoering van de muziek verdienden: Desalniettemin waren werken van haar te beluisteren tijdens De vrouw 1813-1913. Andere liedjes waren in de jaren twintig en dertig op de radio te beluisteren (Margrietje, Wat het muschje zeggen wou, De droevige spreeuwtjes).

## Anna Stibbe Stichting
Al tijdens haar leven riep ze de Anna Stibbe Stichting in het leven. Na haar overlijden kon uit die stichting een bejaardenhuis gebouwd worden voor musici, die na het stokken van hun loopbanen in armoe dreigden te raken; later beperkte zich dat enigszins tot beroepsmusici, onverschillig van welk was, religie of bescherming. Het kwam niet van de grond. In 1967 droeg de stichting echter wel 450.000 gulden bij aan de bouw van het Rosa Spierhuis (Essenboom, Laren). De stichting stak daarna meer geld in dat tehuis voor kunstenaars, voor musici werden muziekstudio’s gefinancierd en betere isolatie. Ook bij nieuwbouw op het nieuwe adres Treublaan werd meegefinancierd, na oplevering werd de concert- en theaterzaal naar haar vernoemd (Anna Stibbezaal). De stichting bleef sponsor. 

## Marie Johanna Stibbe
Zus Marie Johanna Stibbe (Semarang, 29 januari 1880) was eveneens pianiste, zij kreeg haar muziekopleiding deels van professor door Friedberg in Frankfurt (dr. Hoch-conservatorium). Ze trouwde met pianist Hans Hermanns en vormde met hem een pianoduo, maar scheidde. Ze hertrouwde met Richard Harzer, maar scheidde ook van hem. Ze vertrok naar de Verenigde Staten alwaar ze eind 1961 overleed.  Zij schreef een Wiegelied uitgegeven door G.H. van Eck. 